# Moment (Lied)
Moment ist ein Lied des deutschen Elektropop-Duos Glasperlenspiel. Das Stück ist die erste Singleauskopplung aus der Deluxe-Edition Grenzenlos in diesem Moment, ihres zweiten Studioalbums Grenzenlos.

## Entstehung und Artwork
Geschrieben wurde das Lied von Albi Albertsson, Daniel Grunenberg, Michael Kurth, Finn Martin, Carolin Niemczyk und Sebastian Wehlings. Produziert wurde die Single von Benjamin Bistram und Daniel Grunenberg. Das Lied wurde unter dem Musiklabel Polydor veröffentlicht. Auf dem Cover der Maxi-Single sind – neben der Aufschrift des Künstlers und des Liedtitels – die Mitglieder von Glasperlenspiel, in pinkfarbenem Nebel stehend, zu sehen. Es ist das gleiche Coverbild wie vom Album Grenzenlos in diesem Moment.

## Veröffentlichung und Promotion
Die Erstveröffentlichung der Single erfolgte am 13. Juni 2014 als Download. Um das Lied zu bewerben, folgten unter anderem Liveauftritte bei Samstag LIVE!, bei Guten Morgen Deutschland und im ZDF-Fernsehgarten. Moment wurde im Juli 2014 von RTL als Musiktipp vorgestellt und in jeder Werbeunterbrechung präsentiert. Am 25. August 2014 hatten Glasperlenspiel mit dem Lied einen Gastauftritt in der RTL-II-Serie Köln 50667.

## Inhalt
Der Liedtext zu Moment ist in deutscher Sprache verfasst. Die Musik und der Text wurden zusammen von Albi Albertsson, Daniel Grunenberg, Michael Kurth, Finn Martin, Carolin Niemczyk und Sebastian Wehlings verfasst. Musikalisch bewegt sich das Lied im Bereich des Elektropop.
Universal Music selbst beschrieb den Inhalt des Stücks wie folgt: „Der Song Moment eröffnet ruhig und doch verträumt, begleitet von gewaltigen Sounds, die so wunderbar mit den Stimmen von Caro und Daniel harmonieren. Glasperlenspiel stellen erneut ihre tolle Gabe unter Beweis, mit ihren Texten Begebenheiten des Lebens authentisch charmant und dabei sehr treffend zu beschreiben. Die beiden besingen den oftmals steinigen Weg, den man gehen muss, um etwas zu erreichen. Wenn man diesen erfolgreich gemeistert hat, gibt es diesen Augenblick voller Glück und vor allem Dankbarkeit. Dankbarkeit dieser besonderen Person gegenüber, die ebendiesen “Moment” erst möglich gemacht hat.“

„In diesem Moment, wünsch ich mich zu dir.
Wünscht ich du wärst bei mir.
Ich brauch dich doch zum Glück,
warum bist du nicht hier?“

## Musikvideo
Das Musikvideo zu Moment wurde an einem Drehtag, im April 2014, in Berlin gedreht und feierte am Veröffentlichungstag der Single, am 13. Juni 2014, auf der Videoplattform YouTube seine Premiere. Bereits zwischen dem 1. Juni und dem 11. Juni 2014 posteten Glasperlenspiel insgesamt drei Trailer zum Musikvideo auf Facebook. Im Musikvideo ist Niemczyk zu sehen, die in Zeitlupe auf dem Weg zum Traualtar ist. Auf dem Weg dorthin denkt sie an gemeinsame Zeiten, die sie mit Grunenberg verbrachte. Gleichzeitig sind Szenen zu sehen, in dem Grunenberg auf der Suche nach ihr ist und sie in ihrer Wohnung abfangen will, jedoch zu spät kommt. Zum Schluss ist zu sehen, wie Niemczyk kurz vor dem Altar sich umdreht, aus der Kirche flüchtet und ihren Partner zurücklässt. Die Gesamtlänge des Videos beträgt 3:26 Minuten. Regie führte Sören Schaller, produziert wurde es von Frank Hoffmann. Bis März 2025 zählte das Musikvideo über 3,6 Millionen Aufrufe auf YouTube.

## Mitwirkende
| Liedproduktion - Albi Albertsson: Komponist, Liedtexter - Benjamin Bistram: Musikproduzent - Daniel Grunenberg: Gesang, Keyboard, Komponist, Liedtexter, Musikproduzent - Michael Kurth: Komponist, Liedtexter - Finn Martin: Komponist, Liedtexter - Carolin Niemczyk: Gesang, Komponist, Liedtexter - Sebastian Wehlings: Komponist Unternehmen - Polydor: Musiklabel - Universal Music Publishing: Vertrieb | Musikvideo - Cecilia Bourgueil: Stylistin - Rita Couto: 2. Kameraassistent - Anna Czilinsky: Maskenbildnerin - Benjamin Erdenberger: Oberbeleuchter - Maria Friedemann: Filmproduktionsleitung - Frank Hoffmann: Filmproduzent - Johannes Holweg: Steadicam Operator - René Rimkus: Setaufnahmeleiter - Sören Schaller: Kameramann, Regisseur - Oliver Schorch: Beleuchter - Toni Schultz: Beleuchter - Tom Zylla: 1. Kameraassistent |

## Chartplatzierungen
Moment erreichte in Deutschland Position 63 der Singlecharts und konnte sich insgesamt zwei Wochen in den Charts halten. Für Glasperlenspiel ist dies der sechste Charterfolg in Deutschland.
| ChartsChartplatzierungen | Höchstplatzierung | Wochen |
| ------------------------ | ----------------- | ------ |
| Deutschland (GfK)        | 63 (2 Wo.)        | 2      |